# Vitt brus

Frekvensfördelningen av vitt brus

Vitt brus är en signal som har genererats av en stokastisk process. Vitt brus kännetecknas av att det innehåller alla frekvenser med samma sannolikhet och genomsnittliga energi, och att dess autokorrelation är noll för alla nollskilda tidsdifferenser. Motsatsen är färgat brus. Eftersom vitt brus ska innehålla samma energi vid alla frekvenser blir det en fysikalisk omöjlighet, då detta skulle innebära oändlig energi. Man menar därför oftast "bandbegränsat vitt brus", det vill säga brus som kan anses vitt inom ett begränsat frekvensband, då man talar om vitt brus.
I äldre TV-apparater med analog mottagning, hördes vitt brus när skärmen visade "myrornas krig".